# 地平線：美國傳奇 第一部
《地平線：美國傳奇 第一部》（英語：Horizon: An American Saga – Chapter 1）是2024年美國史詩西部片，由凯文·科斯特纳自編自導自演，是《地平線：美國傳奇》四部曲的第一部。本片有著龐大的演員陣容，包含絲安娜·美娜、山姆·沃辛頓、吉娜·瑪隆、艾比·丽·科肖、迈克尔·鲁克、丹尼·休斯頓、盧克·威爾遜、伊莎贝拉·弗尔曼與傑夫·法赫等人。本片的劇情設定在南北战争時的美國西部。
本片於2024年6月28日在美國上映。

## 製作
本片於2022年8月29日在犹他州南部開拍，11月結束。

## 上映
2023年10月，報導稱本片將於2024年6月28日在美國上映。同月稍晚，宣布《地平線》的國際版權代理將在American Film Market上待價而沽，相關交易由K5 Media Group旗下的K5 International經手。
本片於2024年5月19日在第77屆戛纳电影节首映（非競賽片），映畢後得到7分鐘的起立致敬。

## 評價
爛番茄根據119條評論，本片獲得46%的新鮮度，平均得分5.6／10。在Metacritic上，本片獲得48分。據美國CinemaScore所進行的調查，觀眾的平均評價於A+至F間落於「B-」。

## 外部連結
- 官方网站
- 互联网电影数据库（IMDb）上《地平線：美國傳奇 第一部》的资料（英文）